# Ротатор (полиграфия)
Рота́тор (от лат. rotator — вращатель), или мимеограф, или автокопист, или циклостиль — машина трафаретной печати, предназначенная для оперативного размножения книг малыми и средними тиражами. Трафареты изготавливают от руки или машинописным способом на восковой бумаге или плёнке, а также фотомеханическим, фотоэлектрическим или гальваническим способами.

## Мимеограф

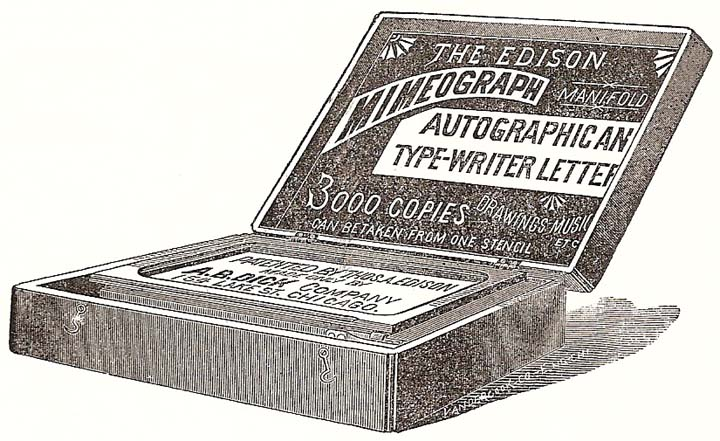
Мимеограф Эдисона

Название мимеографа происходит от др.-греч. μιμέομαι — подражаю и γράφω — пишу. Эту машину изобрёл американец Томас Альва Эдисон. Его мимеограф был сложным устройством, которое состояло из электрического пера и копировального ящика.
Сначала надо было вручную записать оригинал электрическим пером. Ручка, внутри которой постоянно двигалась тонкая игла, пробивала трафаретный рисунок из мелкого пунктира и создавала матрицу на специальной бумаге.
Матрицу можно получить и другим способом — на пишущей машинке со снятой красящей лентой. Литеры пробивают буквы и создают трафарет. Для этого была нужна провощённая крепкая бумага, которая сохраняла контур букв и не рвалась.
Полученная матрица натягивалась и закреплялась в рамке-крышке. Сверху она покрывалась типографской краской. Под рамкой стоял массивный металлический ящик с полированной площадкой. Подняв рамку на шарнирах и положив на площадку лист бумаги, можно было прокатать рамку резиновым роликом и получить оттиск. При этом краска проступала через трафарет и оставляла копию автографа. Внутри металлического ящика имелось пространство, используемое для хранения резинового ролика и банок с краской.

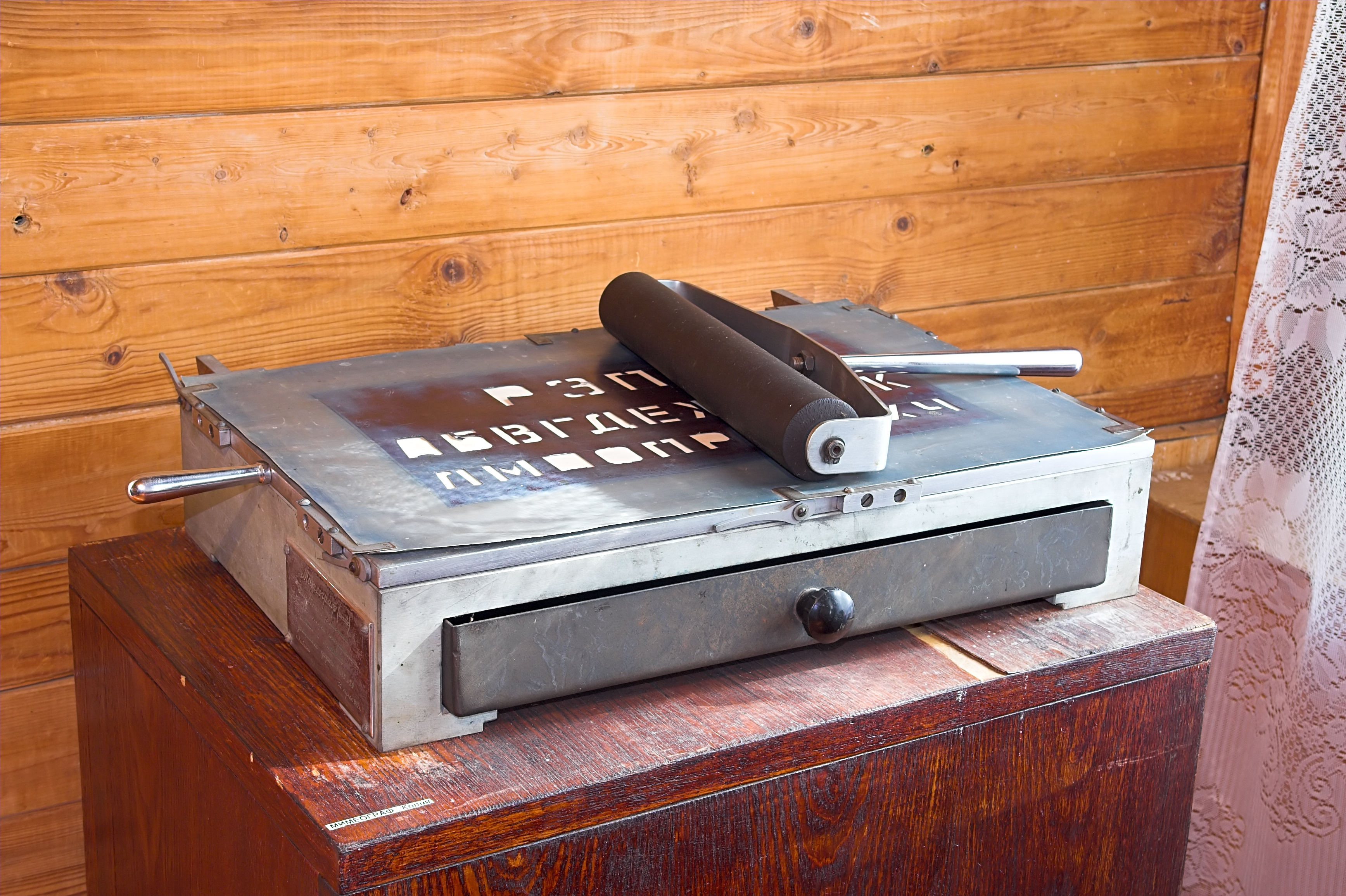

Мимеографы сыграли огромную, неоценимую роль в революционном движении в царской России. О них часто вспоминали В. Д. Бонч-Бруевич и другие революционеры. Им пользовались С. И. Мицкевич и А. А. Ганшин.
Пантелеймон Николаевич Лепешинский подробно пишет о работе простого мимеографа, у которого не было металлического ящика:

Одна сторона рамки с трафаретом в двух её углах прикреплялась кнопками к столу. От средины противоположной стороны шла бечёвка к потолку, которая огибала блок (например, катушку от ниток) и затем спускалась к полу с таким расчётом, чтобы, действуя на конец её, привязанный к носку сапога, и работая этим носком, как во время игры на рояле периодическим нажимом на педаль, можно было по произволу то приподымать, то опускать свободный край рамки. Таким образом один человек, правая рука которого вооружена валиком, левая подкладывает под рамку чистые листы и выбрасывает из-под неё отпечатанные, а кончик сапога своим движением вверх и вниз приподнимает и опускает рамку с трафаретом, может совершенно свободно обходиться при печатании без посторонней помощи.

## Современный ротатор
В обычную пишущую машинку заправляется особая пропитанная воском бумага («восковка») формата чуть больше А4. В машинке отсутствует красящая лента. При попадании литеры машинки на восковку воск выбивается, и остается оттиск буквы или символа литеры.
Далее восковка с текстом помещается (накручивается снаружи) на полый барабан ротатора, который имеет множество отверстий, и изнутри его на внешнюю стену поступает типографская краска, проникая наружу только в тех местах, где отсутствует воск.
С одной такой восковки можно было отпечататать 2-3 тыс. копий, далее она физически изнашивалась и становилась непригодной.
Существовало два режима работы ротатора — автоматический (более быстрый, но менее надежный) и вручную (медленнее, но более надежно и качественно).
Форму устанавливают на цилиндре, на поверхность которого красочным аппаратом подаётся краска. При работе ротатора краска продавливается через отверстия формы и переходит на лист бумаги. Листы подаются фрикционным самонакладом по накладному столу, проводятся между печатным цилиндром и формой, получают красочное изображение и выводятся на приёмный стол.
Скорость работы ротатора при печатании на листах наибольшего формата (30×45 см) достигала 6000 оттисков в час, однако они имели невысокое качество.